# 홋카이도청 구 본청사

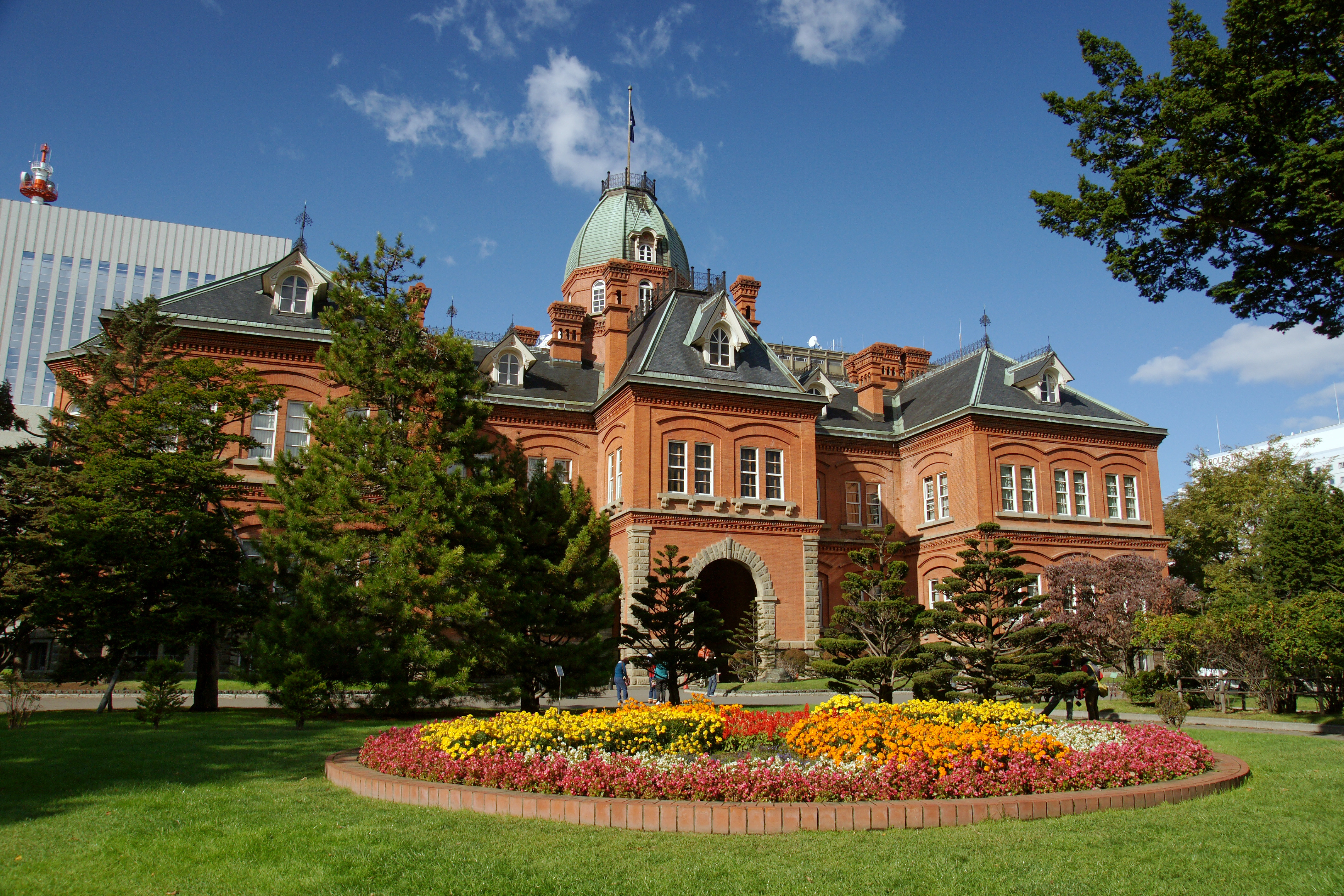
홋카이도 구본청사

홋카이도청 구 본청사(일본어: 北海道庁旧本庁舎 홋카이도초큐혼초샤[*])는 한때 홋카이도의 청사로 사용되던 건축물이다. 관내는 홋카이도 개척 관계 자료를 전시, 보존하는 홋카이도립 문서관이 있어 일반인에게 공개되고 있으며, 도청 회의실로도 사용되고 있다.